# Kiyoshi Shigematsu
Kiyoshi Shigematsu (nacido en Kumenan, en el Distrito de Kume, prefectura de Okayama, el 6 de marzo de 1963) es un escritor japonés.

## Obra
Shigematsu-san es conocido fuera de Japón principalmente por haber sido el encargado de escribir los cuentos que aparecen incluidos en el juego Lost Odyssey de Xbox 360, diseñado por Hironobu Sakaguchi.
- Datos: Q3197667